# احمد علی (بازیکن هندبال)
احمد علی (انگلیسی: Ahmed Ali؛ زادهٔ ۱۰ ژانویهٔ ۱۹۷۳) بازیکن هندبال اهل مصر بود.